# Louis de Rohan (1635-1674)
Louis de Rohan Guémené, conhecido como Cavaleiro de Rohan (1635 - Paris, 27 de Novembro de 1674) era Grand Veneur de França já aos 20 anos e depois coronel dos guardas de Luís XIV, filho de Luís VIII de Rohan Guémené, 3º Duque de Montbazon e de Anne de Rohan.
Participou da Guerra contra a Espanha (1654-1659) e da Guerra da Holanda (1672-1673).[carece de fontes?]
Teve diversas aventuras amorosas. Comprometido na fuga da favorita real Maria Mancini, foi forçado a pedir demissão de seu cargo de "Grand Veneur". Crivado de dívidas, conspirou com as Províncias Unidas contra Luís XIV. Com Gilles du Hamel de Latréaumont (Paris 1627- Rouen 1674), tentou entregar a cidade de Quillebœuf aos holandeses e criar uma república normanda independente depondo o Rei Luís XIV, ou mesmo assassinando-o e sequestrando o Delfim que seria guardado como refém. 
O complô é descoberto por Jean Charles du Cauzé de Nazelle, nascido em 1649 e mosqueteiro do rei, que morava em Picpus, numa pensão administrada por "Mestre Affinius" (1601-1674), também comprometido com o complô, já que havia redigido a constituição do governo republicano que sucederia ao rei e tinha laços com os holandeses. Du Cauzé de Nazelle estranhou as visitas deste poderoso senhor a esta pensão familiar nos arredores de Paris. Previne o Ministro Louvois em 31 de Agosto de 1674.
Rohan é preso em 11 de Setembro por ordem de Gabriel Nicolas de la Reynie, na pessoa do major da guarda, Senhor de Brissac, na saída da missa do Rei no Palácio de Versalhes e Latréaumont é morto pelo mesmo Senhor de Brissac, seu colega de regimento, quando de sua interpelação no Hôtel des Uniques, em Rouen.
Rohan, encarcerado na Bastilha, é condenado pelo crime de lesa-majestade. Ao contrário de seus comparsas, não é submetido à questão, mas é decapitado no final de Novembro na Rua St Antoine, frente à entrada da prisão e próximo a sua residência particular (Hotel de Rohan-Guémené) junto com o cavaleiro des Preux e da Marquesa de Villars; Van den Enden é enforcado.
Os bens de Rohan foram confiscados e depois restituídos a Maria de Bretanha, Duquesa de Montbazon, segunda esposa de Hercule de Rohan que se retirou para Rochefort-en-Yvelines, onde morreu em 1685.[carece de fontes?]